# Petit Le Mans 2023

Tor Michelin Raceway Road Atlanta

Petit Le Mans 2023 (Motul Petit Le Mans 2023) – długodystansowy wyścig samochodowy, który odbył się 14 października 2023 roku na torze Michelin Raceway Road Atlanta. Był on jedenastą a zarazem ostatnią rundą sezonu 2023 serii IMSA SportsCar Championship.

## Uczestnicy
Lista startowa została opublikowana 4 października i zawierała 54 zgłoszenia – 10 w klasie GTP, 9 w klasie LMP2, po 8 w klasach LMP3 i GTD Pro oraz 19 w klasie GTD.
10 października zespół Sean Creech Motorsport wycofał auto #33. Załoga #51 Rick Ware Racing również wycofała się z udziału w wyścigu.

## Harmonogram
| Dzień                     | Godzina | Sesja                                | Długość   |
| ------------------------- | ------- | ------------------------------------ | --------- |
| Czwartek, 12 października | 9:50    | Pierwsza sesja treningowa            | 90 minut  |
| Czwartek, 12 października | 14:35   | Druga sesja treningowa               | 105 minut |
| Czwartek, 12 października | 19:30   | Trzecia sesja treningowa             | 90 minut  |
| Piątek, 13 października   | 15:20   | Sesja kwalifikacyjna – GTD Pro i GTD | 15 minut  |
| Piątek, 13 października   | 15:45   | Sesja kwalifikacyjna – LMP3 i LMP2   | 15 minut  |
| Piątek, 13 października   | 16:10   | Sesja kwalifikacyjna – GTP           | 20 minut  |
| Sobota, 14 października   | 8:45    | Rozgrzewka                           | 20 minut  |
| Sobota, 14 października   | 11:40   | Wyścig                               | 10 godzin |
| Źródło                    |         |                                      |           |

## Sesje treningowe
| Klasa          | Zespół                          | Samochód                      | Czas           | Okr.           |
| Sesja pierwsza | Sesja pierwsza                  | Sesja pierwsza                | Sesja pierwsza | Sesja pierwsza |
| -------------- | ------------------------------- | ----------------------------- | -------------- | -------------- |
| GTP            | #01 Cadillac Racing             | Cadillac V-Series.R           | 1:11,674       | 34             |
| LMP2           | #04 Crowdstrike Racing by APR   | Oreca 07                      | 1:13,919       | 28             |
| LMP3           | #30 Jr III Racing               | Ligier JS P320                | 1:16,732       | 14             |
| GTD Pro        | #79 WeatherTech Racing          | Mercedes-AMG GT3 Evo          | 1:20,279       | 32             |
| GTD            | #97 Turner Motorsport           | BMW M4 GT3                    | 1:20,290       | 17             |
| Sesja druga    |                                 |                               |                |                |
| GTP            | #01 Cadillac Racing             | Cadillac V-Series.R           | 1:09,671       | 54             |
| LMP2           | #11 TDS Racing                  | Oreca 07                      | 1:13,357       | 54             |
| LMP3           | #30 Jr III Racing               | Ligier JS P320                | 1:16,749       | 41             |
| GTD Pro        | #3 Corvette Racing              | Chevrolet Corvette C8.R GTD   | 1:19,543       | 48             |
| GTD            | #1 Paul Miller Racing           | BMW M4 GT3                    | 1:19,731       | 43             |
| Sesja trzecia  |                                 |                               |                |                |
| GTP            | #10 Konica Minolta Acura ARX-06 | Acura ARX-06                  | 1:11,296       | 59             |
| LMP2           | #11 TDS Racing                  | Oreca 07                      | 1:12,833       | 68             |
| LMP3           | #17 AWA                         | Duqueine M30 - D08            | 1:16,846       | 49             |
| GTD Pro        | #63 Iron Lynx                   | Lamborghini Huracán GT3 Evo 2 | 1:19,803       | 59             |
| GTD            | #97 Turner Motorsport           | BMW M4 GT3                    | 1:19,898       | 48             |

## Kwalifikacje
Pole position w każdej kategorii oznaczone jest pogrubieniem.
| Poz.   | Klasa   | Zespół                                   | Kierowca            | Czas     | Strata  | Poz. s. |
| ------ | ------- | ---------------------------------------- | ------------------- | -------- | ------- | ------- |
| 1      | LMP2    | #52 PR1 Mathiasen Motorsports            | Ben Keating         | 1:13,859 | —       | 11      |
| 2      | LMP2    | #11 TDS Racing                           | Steven Thomas       | 1:13,879 | +0,020  | 12      |
| 3      | LMP2    | #35 TDS Racing                           | John Falb           | 1:14,380 | +0,521  | 13      |
| 4      | LMP2    | #04 Crowdstrike Racing by APR            | George Kurtz        | 1:14,547 | +0,688  | 14      |
| 5      | LMP2    | #88 AF Corse                             | François Perrodo    | 1:15,157 | +1,298  | 15      |
| 6      | GTP     | #10 Konica Minolta Acura ARX-06          | Louis Delétraz      | 1:15,402 | +1,543  | 1       |
| 7      | LMP2    | #20 High Class Racing                    | Dennis Andersen     | 1:15,547 | +1,688  | 16      |
| 8      | LMP2    | #8 Tower Motorsports                     | Ari Balogh          | 1:15,559 | +1,700  | 17      |
| 9      | GTP     | #01 Cadillac Racing                      | Sébastien Bourdais  | 1:15,632 | +1,773  | 2       |
| 10     | GTP     | #24 BMW M Team RLL                       | Augusto Farfus      | 1:15,731 | +1,872  | 3       |
| 11     | LMP2    | #18 Era Motorsport                       | Dwight Merriman     | 1:15,771 | +1,912  | 18      |
| 12     | GTP     | #60 Meyer Shank Racing w/ Curb Agajanian | Tom Blomqvist       | 1:15,847 | +1,988  | 4       |
| 13     | GTP     | #6 Porsche Penske Motorsports            | Nick Tandy          | 1:16,219 | +2,360  | 5       |
| 14     | GTP     | #25 BMW M Team RLL                       | Connor De Phillippi | 1:16,371 | +2,512  | 6       |
| 15     | LMP3    | #36 Andretti Autosport                   | Glenn van Berlo     | 1:16,674 | +2,815  | 19      |
| 16     | LMP3    | #85 JDC Miller Motorsports               | Rasmus Lindh        | 1:16,803 | +2,944  | 20      |
| 17     | GTP     | #7 Porsche Penske Motorsports            | Felipe Nasr         | 1:16,860 | +3,001  | 7       |
| 18     | LMP3    | #30 Jr III Racing                        | Bijoy Garg          | 1:16,947 | +3,088  | 21      |
| 19     | GTP     | #31 Whelen Engineering Cadillac Racing   | Pipo Derani         | 1:17,657 | +3,798  | 8       |
| 20     | GTP     | #5 JDC Miller Motorsports                | Mike Rockenfeller   | 1:18,204 | +4,345  | 9       |
| 21     | LMP3    | #13 AWA                                  | Orey Fidani         | 1:19,693 | +5,834  | 22      |
| 22     | GTD     | #27 Heart of Racing Team                 | Ian James           | 1:23,116 | +9,257  | 26      |
| 23     | GTD Pro | #14 Vasser Sullivan                      | Jack Hawksworth     | 1:23,168 | +9,309  | 27      |
| 24     | GTD     | #83 Iron Dames                           | Doriane Pin         | 1:23,795 | +9,936  | 28      |
| 25     | GTD     | #12 Vasser Sullivan                      | Aaron Telitz        | 1:23,847 | +9,988  | 29      |
| 26     | GTD     | #97 Turner Motorsport                    | Bill Auberlen       | 1:24,036 | +10,177 | 30      |
| 27     | GTD Pro | #3 Corvette Racing                       | Antonio García      | 1:24,099 | +10,240 | 31      |
| 28     | GTD     | #57 Winward Racing                       | Philip Ellis        | 1:24,151 | +10,292 | 32      |
| 29     | GTD Pro | #79 WeatherTech Racing                   | Jules Gounon        | 1:24,220 | +10,361 | 33      |
| 30     | GTD Pro | #9 Pfaff Motorsports                     | Patrick Pilet       | 1:24,287 | +10,428 | 34      |
| 31     | GTD Pro | #62 Risi Competizione                    | Daniel Serra        | 1:24,419 | +10,560 | 35      |
| 32     | GTD     | #66 Gradient Racing                      | Katherine Legge     | 1:24,760 | +10,901 | 36      |
| 33     | GTD     | #70 Inception Racing                     | Brendan Iribe       | 1:24,797 | +10,938 | 37      |
| 34     | GTD Pro | #23 Heart of Racing Team                 | Alex Riberas        | 1:25,047 | +11,188 | 38      |
| 35     | GTD     | #80 AO Racing                            | Seb Priaulx         | 1:25,080 | +11,221 | 52      |
| 36     | GTD     | #93 Racers Edge Motorsports with WTR     | Kyle Marcelli       | 1:25,088 | +11,229 | 39      |
| 37     | GTD     | #1 Paul Miller Racing                    | Madison Snow        | 1:25,123 | +11,264 | 40      |
| 38     | GTD Pro | #61 AF Corse                             | Miguel Molina       | 1:25,131 | +11,272 | 41      |
| 39     | GTD     | #78 Forte Racing Powered by USRT         | Misha Goikhberg     | 1:25,529 | +11,670 | 42      |
| 40     | GTD     | #32 Team Korthoff Motorsports            | Mike Skeen          | 1:25,533 | +11,674 | 43      |
| 41     | GTD     | #47 CETILAR RACING                       | Antonio Fuoco       | 1:25,535 | +11,676 | 44      |
| 42     | GTD     | #16 Wright Motorsports                   | Zacharie Robichon   | 1:25,569 | +11,710 | 45      |
| 43     | GTD     | #96 Turner Motorsport                    | Michael Dinan       | 1:25,733 | +11,874 | 46      |
| 44     | GTD     | #77 Wright Motorsports                   | Alan Brynjolfsson   | 1:26,060 | +12,201 | 47      |
| 45     | GTD     | #023 Triarsi Competizione                | Charles Scardina    | 1:27,718 | +13,859 | 48      |
| 46     | GTD     | #44 Magnus Racing                        | John Potter         | 1:27,758 | +13,899 | 49      |
| 47     | LMP3    | #17 AWA                                  | Anthony Mantella    | 1:36,721 | +22,862 | 23      |
| 48     | LMP3    | #38 Performance Tech Motorsports         | —                   | —        | —       | 25      |
| 49     | GTP     | #59 Proton Competition                   | —                   | —        | —       | 10      |
| 50     | GTD Pro | #63 Iron Lynx                            | —                   | —        | —       | 51      |
| 51     | LMP3    | #74 Riley                                | —                   | —        | —       | 24      |
| 52     | GTD     | #92 KellyMoss with Riley                 | —                   | —        | —       | 50      |
| Źródła |         |                                          |                     |          |         |         |

1. ↑  Załoga #80 AO Racing została przeniesiona na koniec stawki swojej klasy za zmianę kierowcy rozpoczynającego wyścig[9].
2. ↑  Załoga #38 Performance Tech Motorsports utraciła wszystkie czasy za opuszczenie auta przez kierowcę podczas trwania sesji kwalifikacyjnej[8].
3. ↑  Załoga #59 Proton Competition utraciła wszystkie czasy za pracę przy aucie podczas trwania sesji kwalifikacyjnej[8].
4. ↑  Załoga #63 Iron Lynx utraciła wszystkie czasy za opuszczenie auta przez kierowcę podczas trwania sesji kwalifikacyjnej[8].

## Wyścig

### Wyniki
Zwycięzcy klas są oznaczeni pogrubieniem.
| Poz.  | Klasa   | Zespół                                   | Kierowcy                                               | Samochód                      | Opony | Okr. | Czas/Strata   |
| ----- | ------- | ---------------------------------------- | ------------------------------------------------------ | ----------------------------- | ----- | ---- | ------------- |
| 1     | GTP     | #60 Meyer Shank Racing w/ Curb Agajanian | Tom Blomqvist Colin Braun Hélio Castroneves            | Acura ARX-06                  | M     | 397  | 10:01:40,400  |
| 2     | GTP     | #01 Cadillac Racing                      | Sébastien Bourdais Renger van der Zande Scott Dixon    | Cadillac V-Series.R           | M     | 397  | +0,452        |
| 3     | GTP     | #59 Proton Competition                   | Harry Tincknell Gianmaria Bruni Neel Jani              | Porsche 963                   | M     | 397  | +1,077        |
| 4     | GTP     | #7 Porsche Penske Motorsports            | Matt Campbell Felipe Nasr Josef Newgarden              | Porsche 963                   | M     | 397  | +1,825        |
| 5     | GTP     | #5 JDC Miller Motorsports                | Tijmen van der Helm Mike Rockenfeller Jenson Button    | Porsche 963                   | M     | 397  | +2,165        |
| 6     | GTP     | #31 Whelen Engineering Cadillac Racing   | Pipo Derani Alexander Sims Jack Aitken                 | Cadillac V-Series.R           | M     | 397  | +2,927        |
| 7     | GTP     | #25 BMW M Team RLL                       | Sheldon van der Linde Connor De Phillippi Nick Yelloly | BMW M Hybrid V8               | M     | 397  | +4,275        |
| 8     | GTP     | #24 BMW M Team RLL                       | Philipp Eng Marco Wittmann Augusto Farfus              | BMW M Hybrid V8               | M     | 397  | +4,839        |
| 9     | LMP2    | #04 Crowdstrike Racing by APR            | George Kurtz Ben Hanley Nolan Siegel                   | Oreca 07                      | M     | 391  | +6 okrążeń    |
| 10    | LMP2    | #35 TDS Racing                           | John Falb Giedo van der Garde Josh Pierson             | Oreca 07                      | M     | 391  | +6 okrążeń    |
| 11    | LMP2    | #52 PR1 Mathiasen Motorsports            | Ben Keating Paul-Loup Chatin Alex Quinn                | Oreca 07                      | M     | 391  | +6 okrążeń    |
| 12    | LMP2    | #88 AF Corse                             | François Perrodo Matthieu Vaxivière Emmanuel Collard   | Oreca 07                      | M     | 390  | +7 okrążeń    |
| 13 NU | LMP2    | #18 Era Motorsport                       | Dwight Merriman Ryan Dalziel Christian Rasmussen       | Oreca 07                      | M     | 383  | Nie ukończyli |
| 14    | LMP2    | #20 High Class Racing                    | Dennis Andersen Ed Jones Anders Fjordbach              | Oreca 07                      | M     | 381  | +16 okrążeń   |
| 15    | LMP3    | #30 Jr III Racing                        | Dakota Dickerson Bijoy Garg Garett Grist               | Ligier JS P320                | M     | 379  | +18 okrążeń   |
| 16    | LMP3    | #13 AWA                                  | Orey Fidani Matthew Bell Lars Kern                     | Duqueine M30 - D08            | M     | 379  | +18 okrążeń   |
| 17    | LMP3    | #74 Riley                                | Gar Robinson Felipe Fraga Josh Burdon                  | Ligier JS P320                | M     | 379  | +18 okrążeń   |
| 18    | GTD Pro | #79 WeatherTech Racing                   | Daniel Juncadella Jules Gounon Maro Engel              | Mercedes-AMG GT3 Evo          | M     | 370  | +27 okrążeń   |
| 19    | GTD Pro | #9 Pfaff Motorsports                     | Klaus Bachler Patrick Pilet Kévin Estre                | Porsche 911 GT3 R (992)       | M     | 370  | +27 okrążeń   |
| 20    | GTD     | #78 Forte Racing Powered by USRT         | Misha Goikhberg Loris Spinelli Patrick Liddy           | Lamborghini Huracán GT3 Evo 2 | M     | 370  | +27 okrążeń   |
| 21    | GTD     | #96 Turner Motorsport                    | Patrick Gallagher Robby Foley Michael Dinan            | BMW M4 GT3                    | M     | 370  | +27 okrążeń   |
| 22    | GTD     | #77 Wright Motorsports                   | Alan Brynjolfsson Trent Hindman Maxwell Root           | Porsche 911 GT3 R (992)       | M     | 370  | +27 okrążeń   |
| 23    | GTD Pro | #62 Risi Competizione                    | Alessandro Pier Guidi Daniel Serra Davide Rigon        | Ferrari 296 GT3               | M     | 370  | +27 okrążeń   |
| 24    | GTD     | #92 KellyMoss with Riley                 | David Brule Alec Udell Julien Andlauer                 | Porsche 911 GT3 R (992)       | M     | 370  | +27 okrążeń   |
| 25    | GTD     | #27 Heart of Racing Team                 | Roman De Angelis Marco Sørensen Ian James              | Aston Martin Vantage GT3      | M     | 370  | +27 okrążeń   |
| 26    | GTD     | #32 Team Korthoff Motorsports            | Mike Skeen Mikaël Grenier Kenton Koch                  | Mercedes-AMG GT3 Evo          | M     | 370  | +27 okrążeń   |
| 27    | GTD     | #97 Turner Motorsport                    | Bill Auberlen Chandler Hull Thomas Merrill             | BMW M4 GT3                    | M     | 370  | +27 okrążeń   |
| 28    | GTD     | #80 AO Racing                            | P.J. Hyett Seb Priaulx Gunnar Jeannette                | Porsche 911 GT3 R (992)       | M     | 370  | +27 okrążeń   |
| 29    | GTD Pro | #23 Heart of Racing Team                 | Ross Gunn Alex Riberas David Pittard                   | Aston Martin Vantage GT3      | M     | 370  | +27 okrążeń   |
| 30    | GTD     | #57 Winward Racing                       | Russell Ward Philip Ellis Indy Dontje                  | Mercedes-AMG GT3 Evo          | M     | 370  | +27 okrążeń   |
| 31    | GTD Pro | #61 AF Corse                             | Simon Mann Miguel Molina James Calado                  | Ferrari 296 GT3               | M     | 370  | +27 okrążeń   |
| 32    | GTD     | #023 Triarsi Competizione                | Onofrio Triarsi Charles Scardina Alessio Rovera        | Ferrari 296 GT3               | M     | 370  | +27 okrążeń   |
| 33    | LMP2    | #8 Tower Motorsports                     | Ari Balogh Scott McLaughlin Kyffin Simpson             | Oreca 07                      | M     | 369  | +28 okrążeń   |
| 34 NU | GTD     | #16 Wright Motorsports                   | Ryan Hardwick Zacharie Robichon Jan Heylen             | Porsche 911 GT3 R (992)       | M     | 367  | Nie ukończyli |
| 35    | GTD     | #83 Iron Dames                           | Rahel Frey Michelle Gatting Doriane Pin                | Lamborghini Huracán GT3 Evo 2 | M     | 367  | +30 okrążeń   |
| 36 NU | GTD Pro | #63 Iron Lynx                            | Mirko Bortolotti Jordan Pepper Franck Perera           | Lamborghini Huracán GT3 Evo 2 | M     | 366  | Nie ukończyli |
| 37 NU | GTP     | #10 Konica Minolta Acura ARX-06          | Ricky Taylor Filipe Albuquerque Louis Delétraz         | Acura ARX-06                  | M     | 365  | Nie ukończyli |
| 38    | GTD     | #47 CETILAR RACING                       | Roberto Lacorte Giorgio Sernagiotto Antonio Fuoco      | Ferrari 296 GT3               | M     | 364  | +33 okrążenia |
| 39    | LMP3    | #85 JDC Miller Motorsports               | Till Bechtolsheimer Dan Goldburg Rasmus Lindh          | Duqueine M30 - D08            | M     | 359  | +38 okrążeń   |
| 40    | GTD     | #93 Racers Edge Motorsports with WTR     | Ashton Harrison Danny Formal Kyle Marcelli             | Acura NSX GT3 Evo 22          | M     | 355  | +42 okrążenia |
| 41 NU | GTD     | #66 Gradient Racing                      | Sheena Monk Katherine Legge Marc Miller                | Acura NSX GT3 Evo 22          | M     | 323  | Nie ukończyli |
| 42 NU | GTD     | #12 Vasser Sullivan                      | Frankie Montecalvo Aaron Telitz Parker Thompson        | Lexus RC F GT3                | M     | 304  | Nie ukończyli |
| 43 NU | GTD     | #44 Magnus Racing                        | John Potter Andy Lally Spencer Pumpelly                | Aston Martin Vantage GT3      | M     | 298  | Nie ukończyli |
| 44 NU | LMP2    | #11 TDS Racing                           | Steven Thomas Mikkel Jensen Scott Huffaker             | Oreca 07                      | M     | 262  | Nie ukończyli |
| 45 NU | LMP3    | #38 Performance Tech Motorsports         | Brian Thienes Jonathan Woolridge Cameron Shields       | Ligier JS P320                | M     | 221  | Nie ukończyli |
| 46 NU | GTD     | #1 Paul Miller Racing                    | Bryan Sellers Madison Snow Corey Lewis                 | BMW M4 GT3                    | M     | 207  | Nie ukończyli |
| 47 NU | GTP     | #6 Porsche Penske Motorsports            | Nick Tandy Mathieu Jaminet Laurens Vanthoor            | Porsche 963                   | M     | 196  | Nie ukończyli |
| 48 NU | GTD Pro | #3 Corvette Racing                       | Antonio García Jordan Taylor Tommy Milner              | Chevrolet Corvette C8.R GTD   | M     | 189  | Nie ukończyli |
| 49 NU | GTD Pro | #14 Vasser Sullivan                      | Jack Hawksworth Ben Barnicoat Kyle Kirkwood            | Lexus RC F GT3                | M     | 153  | Nie ukończyli |
| 50 NU | LMP3    | #17 AWA                                  | Anthony Mantella Wayne Boyd Nicolás Varrone            | Duqueine M30 - D08            | M     | 118  | Nie ukończyli |
| 51 NU | LMP3    | #36 Andretti Autosport                   | Jarett Andretti Gabby Chaves Glenn van Berlo           | Ligier JS P320                | M     | 85   | Nie ukończyli |
| 52 NU | GTD     | #70 Inception Racing                     | Brendan Iribe Frederik Schandorff Ollie Millroy        | McLaren 720S GT3 EVO          | M     | 44   | Nie ukończyli |

### Statystyki

#### Najszybsze okrążenie
| Klasa   | Kierowca           | Zespół                               | Czas     | Okr. |
| ------- | ------------------ | ------------------------------------ | -------- | ---- |
| GTP     | Sébastien Bourdais | #01 Cadillac Racing                  | 1:10,917 | 312  |
| LMP2    | Mikkel Jensen      | #11 TDS Racing                       | 1:12,855 | 247  |
| LMP3    | Garett Grist       | #30 Jr III Racing                    | 1:16,953 | 300  |
| GTD Pro | Mirko Bortolotti   | #63 Iron Lynx                        | 1:19,839 | 22   |
| GTD     | Kyle Marcelli      | #93 Racers Edge Motorsports with WTR | 1:20,248 | 340  |
| Źródło  |                    |                                      |          |      |